# Latiblattella spectativa
Latiblattella spectativa är en kackerlacksart som först beskrevs av Rehn, J. A. G. 1903.  Latiblattella spectativa ingår i släktet Latiblattella och familjen småkackerlackor.
Artens utbredningsområde är Costa Rica. Inga underarter finns listade i Catalogue of Life.